# Cratere Freki
Freki è un cratere sulla superficie di Callisto.